# Alfajor

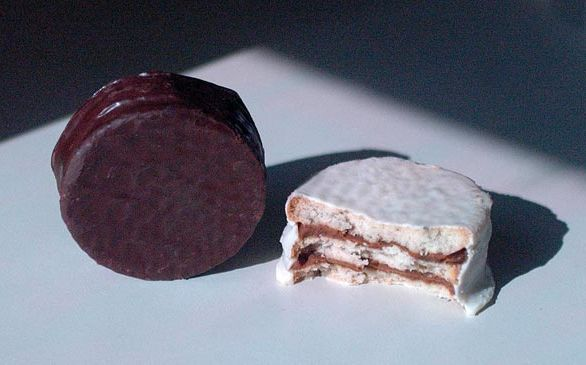
Alfajor

Ein Alfajor ist ein Gebäck maurisch-spanischer Herkunft. Heutzutage gilt es als typisches Produkt des südlichen Lateinamerikas und wird in Argentinien, Chile und Uruguay als Industrieprodukt im Lebensmittelhandel als Süßware angeboten. Es besteht meist aus zwei (oder auch mehr) Keksen, die meist mit Dulce de leche gefüllt und mit Schokolade oder einer Zuckerglasur umhüllt werden.

## Etymologie und Verbreitung
Das Wort alfajor sowie die Varianten alajú und alejur gehen laut Real Academia Española auf Hispanoarabisch alḥašú, klassisches Arabisch ḥašw ('Füllung') zurück oder auf Hispanoarabisch fašúr, das vom persischen  afšor hergeleitet wird.
Felipe Maíllo Salgado zitiert aus dem Kitāb al-ṭabīḫ den Terminus ḥašú, weist aber darauf hin, dass der Terminus fašúr phonetisch „perfekter“ passe.
Das andalusische Medina-Sidonia und Murcia sind für das Gebäck bekannt. Durch die Spanier kam es nach Lateinamerika, wo sein Rezept stark verändert wurde und heute meist die Form eines Doppelkekses hat. Deutschsprachige Backrezepte beziehen sich fast immer auf diese südamerikanische Version.

## Zutaten und Herstellung
Es gibt viele Varianten des Gebäcks, die im Südamerika vornehmlich industriell (u. a. von Milka) hergestellt und verkauft werden. Sie wiegen zwischen 45 und 70 Gramm. Viele bestehen aus Mürbeteig. Neben Mehl, Butter, Zucker, Natron und Backpulver werden oft Rosinen, Honig und Zitrone verwendet. In den meisten spanischen Rezepten sind Mandeln enthalten., teilweise auch Feigen und Sherry. Maisstärke und Dulce de leche sind dagegen typische lateinamerikanische Zutaten, manchmal werden auch Kokosflocken verwendet.

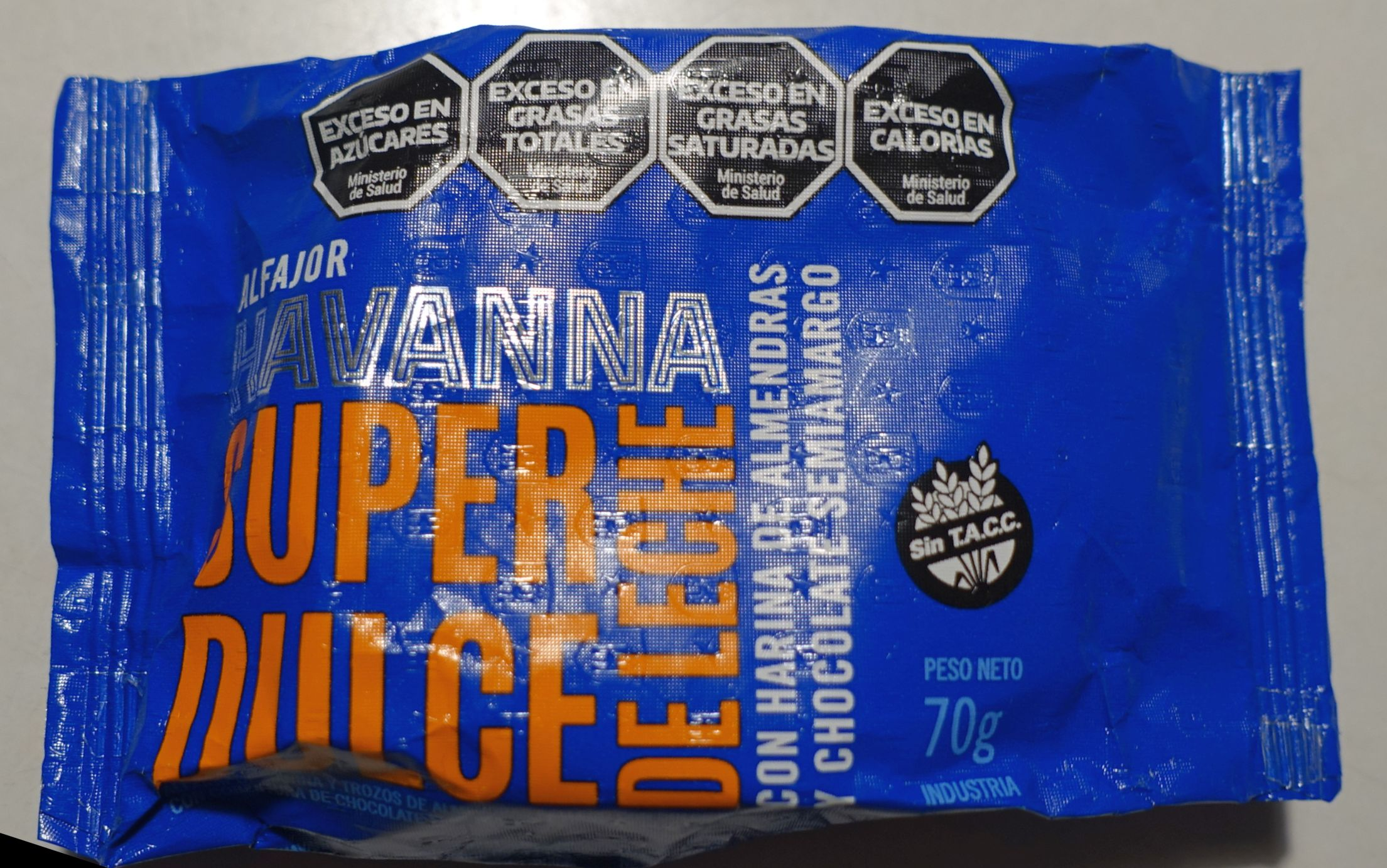
Alfajor „Havanna“ aus Argentinien
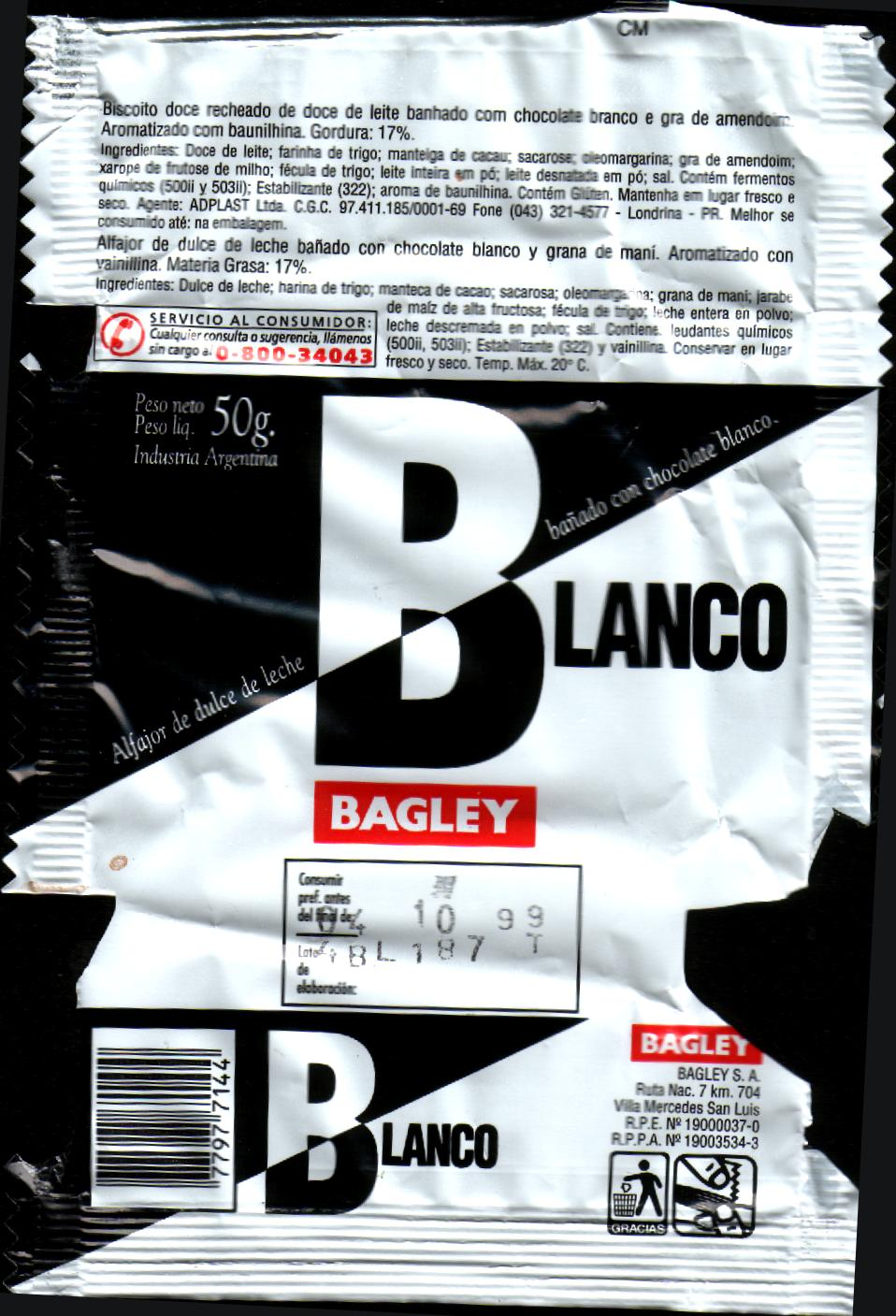
Alfjajor „Blanco“ aus Argentinien